# Nettuno (nome)
Nettuno  è un nome proprio di persona italiano maschile.

## Varianti in altre lingue
- Catalano: Neptú
- Francese: Neptune
- Gallese: Neifion[3][4]
- Inglese: Neptune[3][4]
- Latino: Neptunus[1][3][4]
- Portoghese: Neptuno
- Portoghese brasiliano: Netuno[3]
- Spagnolo: Neptuno

## Origine e diffusione

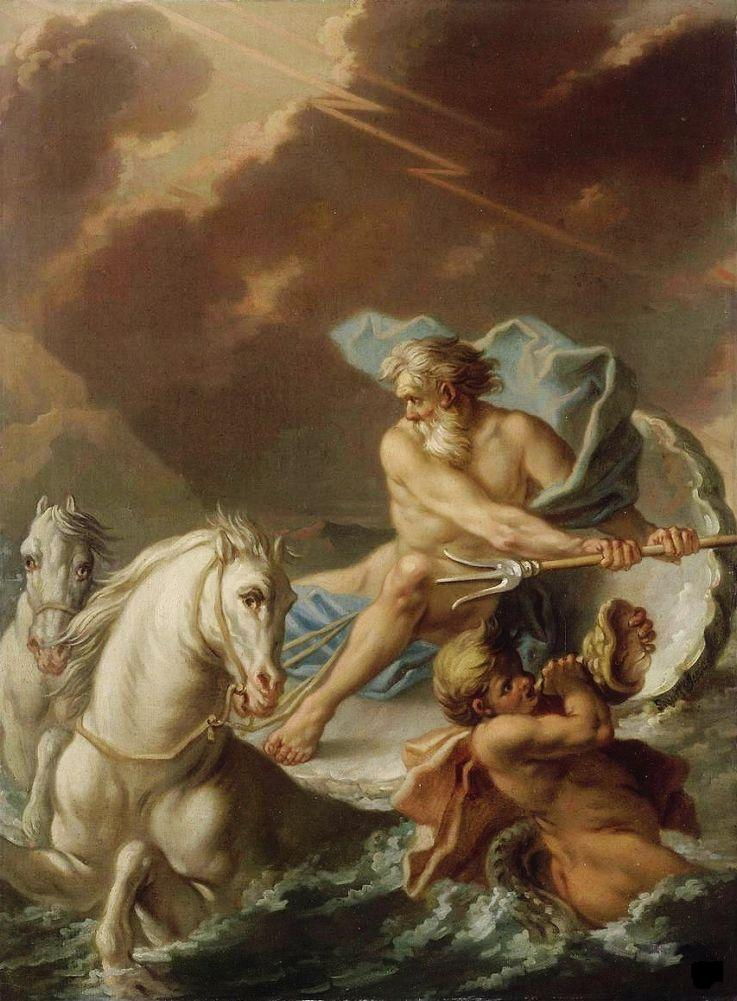
Nettuno in un dipinto di Étienne Jeaurat

Si tratta di una ripresa classica e letteraria del nome di Nettuno, dio romano del mare, corrispondente al greco Poseidone (da cui prende il nome l'ottavo pianeta del sistema solare, Nettuno). L'etimologia del nome, attestato in latino come Neptunus, è incerta, ed è forse correlato all'etrusco Nethuns; secondo alcune fonti, potrebbe risalire alla radice protoindoeuropea *nebh ("umido", "nuvola").
In Italia il nome gode di scarsissima diffusione, ed è sparso fra il Nord e il Centro.

## Onomastico
Il nome è adespota, ossia privo di santo patrono; l'onomastico si può festeggiare eventualmente il 1º novembre, in occasione di Ognissanti.

## Persone
- Nettuno Pino Romualdi, politico e giornalista italiano